# 幸田文
幸田 文（こうだ あや、1904年〈明治37年〉9月1日 - 1990年〈平成2年〉10月31日）は、日本の随筆家・小説家。位階は従四位。日本芸術院会員。
東京都生まれ。幸田露伴次女。女子学院卒。父露伴の死後、『雑記』『終焉』『葬送の記』などの回想文で文壇に登場。のち小説も書き、『黒い裾』『流れる』などで高い評価を得た。繊細な感性と観察眼、江戸前の歯切れの良い文体が特徴。折々の身辺雑記や動植物への親しみなどを綴った随筆の評価も高く、『こんなこと』『みそっかす』や、没後刊行された『崩れ』『木』などの多数の作品集があり、永い人気を保っている。他に映像化の多い『おとうと』も知られている。

## 来歴
作家の幸田露伴、母幾美（きみ）の次女として東京府南葛飾郡寺島村（現：東京都墨田区東向島）に生まれる。1910年、5歳のときに母を、1912年、8歳のときに姉の歌を失う。1912年に父の露伴が児玉八代（やよ）と再婚。1917年に寺島小学校を卒業。東京女子高等師範学校受験に失敗するが、八代のつてにより女子学院に入学。その年の夏休みから露伴による生活技術の教育を受けるようになる。1926年、22歳のときに弟の成豊（しげとよ）も失う。
1928年、24歳で清酒問屋三橋家の三男幾之助と結婚し、翌年娘の玉（青木玉）が生まれる。しかし、結婚から8年後、家業が傾き廃業。1936年、築地で会員制小売り酒屋を営むも1938年に離婚、娘の玉を連れ父のもとに戻る。戦時中には、露伴の生活物資の確保のために働き、少女時代から露伴にしこまれた生活技術を実践していった。
1945年、露伴、玉とともに露伴の再婚相手であった八代（やよ）の別居先の長野県に疎開。その後、露伴を伊東に移し、文と玉は土橋利彦宅へ一時留まったのち、1945年10月、千葉県市川市菅野に家を借りて移り住んだ。1946年1月28日、露伴を菅野の家に移した。
市川時代の露伴は高齢で白内障であったため、寝たきりの生活だった。そんな露伴の様子を、文は『雑記』として執筆。これが文筆家としての誕生であった。『雑記』は露伴の80歳記念に発行される予定であったが、1947年7月30日、露伴が80歳を迎えた一週間後に死去し、露伴自身は『雑記』を目にすることはなかった。
露伴の思い出や看取りの記を中心にした『終焉』を発表。のち『父』、『こんなこと』、1949年には幼少時の思い出を書いた『みそっかす』を連載するなどの随筆集を出版し注目された。
しかし、1950年に断筆宣言をし、翌年柳橋の芸者置屋に住み込み女中として働いたが、病のため約2ヶ月で帰宅する。そのときの経験をもとに『流れる』を1955年より『新潮』に連載し、翌56年に刊行、同年に第3回新潮社文学賞受賞、1957年に昭和31年度日本芸術院賞を受賞した。成瀬巳喜男によって映画化された。また1956年に『黒い裾』で第7回読売文学賞を、1973年に『闘』で第12回女流文学賞を受賞した。1976年に日本芸術院会員となった。
1965年の夏、奈良県斑鳩町の法輪寺住職井上慶覚から、焼失した三重塔の再建について話を聞いたことをきっかけに、官公庁への嘆願・申請や募金活動に尽力。その後自らも奈良に移り住み作業にも加わるなどし、1975年に再建された。
1988年5月から脳溢血により自宅で療養。その後は茨城県石岡市の老人ホームに入所。1990年10月29日に心筋梗塞を発症して隣接の石岡第一病院へ入院。2日後の10月31日、心不全により86歳で死去。叙従四位、勲三等瑞宝章追贈。

## エピソード

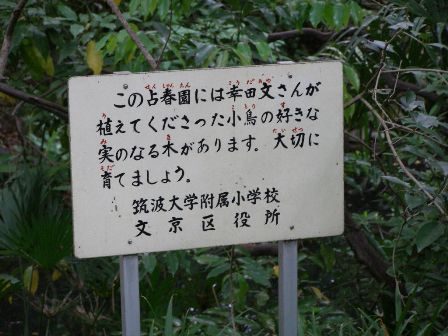
幸田が筑波大学附属小学校の日本庭園「占春園」に植樹したことを示す看板

- 「雑記」の執筆
晩年の露伴の助手として露伴家に通っていた塩谷賛（本名：土橋利彦）の紹介により、文芸雑誌「藝林閒歩」編集者野田宇太郎から1947年（昭和22年）8月1日発行の「露伴先生記念号」に80歳の露伴の近況を書いて欲しい、という依頼による。露伴存命中の同年4月、5月に書かれたものであり、文は露伴の眼に入るのを恐れていたが、実際には発行直前の同年7月30日に露伴が死去したためこの雑誌を眼にすることはなかった[4]
- 幸田格子
幸田格子とは、中央公論社版『幸田文全集』の表紙カバーとなった織物の柄であり、「茶と薄鼠（うすねず）の子持ち格子」である[18][19]。幸田文と好みの柄である縞の着物[20]の組合せ、というコンセプトから全集のための表紙布として使われた。染織家浦野理一の作。使われた織物はすべて手織りであった[18]。なお、全集完結記念として「幸田格子一反を百名様に贈呈」という企画も行われた[21]。
- 父の出身校でもある筑波大学附属小学校に併設されている「占春園」に「小鳥の好きな実のなる木」を植えた。
- 蓮實重彥は「文藝」1990年春季号～1992年冬季号にて文芸時評をやり、そこで幸田文「崩れ」を取り上げ、没後のブームに繋がった。蓮實は高橋源一郎との対談では以下のように述べている。[22]幸田文『崩れ』を読んでみると――もちろん僕は前から彼女のものは知っていたし、『崩れ』がその中でとりわけいいとは思わないんですが――あそこには奇妙な感性があって、高い山ではなくて、深い穴のようなところに人を吸い寄せる何かがあったわけです。不気味なことだなあと思いながら、ほんとはこういうことをやっちゃいけないのじゃないかと思いつつ、しかし引きつけられるままに書いてしまった。そうしたら、それがブームになったというので、恥じましたね（笑）。
- 文没後、一人娘の青木玉は『小石川の家』(講談社、1994)を刊行。岩波書店版『幸田文全集』の編集委員でもある。後年に平凡社で編著『幸田文しつけ帖』など、新潮社で『幸田文の箪笥の引き出し』も刊行。孫の青木奈緒もドイツ文学出身の随筆家。
- 2013年10〜12月、世田谷文学館にて、初の本格的展覧会『「幸田文」展 -会ってみたかった。』が開催された[23]。

## 著作

### 生前に出版された単行本
- 『父　その死』 中央公論社、1949、のち『父・こんなこと』新潮文庫
- 『こんなこと』 創元社、1950、のち『父・こんなこと』新潮文庫 改版
- 『みそつかす』 岩波書店、1951　のち岩波文庫
- 『黒い裾』 中央公論社、1955　のち新潮文庫、講談社文芸文庫
- 『さゞなみの日記』 中央公論社、1956　のち講談社文芸文庫
- 『ちぎれ雲』 新潮社、1956　のち講談社文芸文庫
- 『包む』 文藝春秋新社、1956　のち講談社文芸文庫
- 『流れる』 新潮社、1956　のち新潮文庫 改版
- 『おとうと』 中央公論社、1956　のち新潮文庫 改版
- 『<流れる>おぼえがき』 塩谷賛編　経済往来社、1957
- 『笛』 中央公論社、1957
- 『身近にあるすきま』角川新書 1957
- 『猿のこしかけ』 新潮社、1958　のち講談社文芸文庫
- 『番茶菓子』 東京創元社、1958　のち講談社文芸文庫
- 『駅』 中央公論社、1959　のち講談社文芸文庫
- 『草の花』 中央公論社、1959　のち講談社文芸文庫
- 『北愁』 新潮文庫、1972　復刊1998、のち講談社文芸文庫

初刊『現代の文学 幸田文 集』河出書房新社、1966
- 『闘』 新潮社、1973　のち新潮文庫

生前に編まれた選集など
- 『幸田文全集』全7巻、中央公論社、1958-59。浦野理一装幀
- 『現代日本文學体系69 林芙美子・宇野千代・幸田文集』 筑摩書房、1969
- 『新潮日本文学38 幸田文集』 新潮社、1973
- 『現代日本文学 幸田文集』 筑摩書房、1977
- 『新潮現代文学34 幸田文 流れる・闘』 新潮社、1980

### 没後に出版された単行本
- 『崩れ』 講談社、1991　のち講談社文庫
- 『木』 新潮社、1992　のち新潮文庫 改版
- 『台所のおと』 講談社、1992　のち講談社文庫 改版
- 『季節のかたみ』 講談社、1993　のち講談社文庫
- 『きもの』 新潮社、1993　のち新潮文庫 改版
- 『雀の手帖』 新潮社、1993　のち新潮文庫
- 『月の塵』 講談社、1994　のち講談社文庫
- 『動物のぞき』 新潮社、1994　のち新潮文庫
- 『幸田文 対話』 岩波書店、1997　のち岩波現代文庫（増補版、上下）
- 『回転どあ・東京と大阪と』 講談社文芸文庫、2001
- 『男』 講談社文芸文庫、2020。解説青木奈緒、山本ふみこ

没後に編まれた作品集など
- 『ちくま日本文学全集 51 幸田文』 筑摩書房、1993年4月
  - 文庫判『ちくま日本文学 005 幸田文』 筑摩書房、2007年11月
- 『幸田文全集』岩波書店 全23巻[24]、岩波書店、1994年 - 1997年
  - 『幸田文全集 別巻』、2003年
- 『作家の自伝99　幸田文 みそっかす/草の花（抄）』 橋詰静子編、日本図書センター、1999年4月
- 『ふるさと隅田川』 金井景子編[25]、ちくま文庫 2001年1月
- 『台所のおと みそっかす』 青木奈緒編[26]、岩波少年文庫、2003年6月
- 『幸田文 しつけ帖』 青木玉編[27]、平凡社、2009年2月
- 『幸田文 台所帖』 青木玉編、平凡社、2009年3月
- 『幸田文 きもの帖』 青木玉編、平凡社、2009年4月
- 『幸田文 季節の手帖』 青木玉編、平凡社、2010年2月
- 『幸田文 旅の手帖』 青木玉編、平凡社、2010年3月
- 『幸田文 どうぶつ帖』 青木玉編、平凡社、2010年4月
- 『精選女性随筆集 幸田文』 川上弘美選、文藝春秋[28]、2012年2月／文春文庫、2023年9月
- 『幸田文 老いの身じたく』 青木奈緒編、平凡社、2022年1月
- 『幸田文 生きかた指南』 青木奈緒編、平凡社、2022年3月